# Велислав Вуцов
Велислав Иванов Вуцов е български футболен треньор.

## Футболна кариера
Роден е на 19 юли 1967 г. в София. Син е на Иван Вуцов, откъдето е известен още като Малката Вуца. Играл е в детско-юношеската школа на Левски (София). Завършил е спортна журналистика. Ръководил е като треньор следните отбори: ПФК Спартак (Плевен), ПФК Спартак (Варна), ФК Янтра (Габрово), ПФК Черно море (Варна), ПФК Марек (Дупница), ПФК Калиакра (Каварна).

### Левски Сф
Детската мечта на Вили е била един ден да заеме ръководен пост в Левски.
| „ | Велислав Вуцов: „Цял живот съм си мечтал за две неща – да бъда играч на Левски и евентуално след това да бъда ръководител в Левски. Едната ми мечта не се сбъдна. Сега съм доволен и щастлив, че мога да бъда на другия пост. Една истинска детска мечта ми се сбъдна.“ | “ |

На 8 май 2008 г. Велислав Вуцов е назначен от Тодор Батков за старши треньор на ПФК „Левски“, замествайки Станимир Стоилов. След загубата с по 0:1 на ПФК „Левски“ в първите си два мача през сезон 2008/2009 (от Вихрен и ФК „БАТЕ“ – Борисов), Вуцов е принуден да подаде оставка.
На 8 март 2009 г. Велислав Вуцов започва работа, като гост-коментатор и съводещ на Крум Савов в новото спортно предаване „Спорт Мания“ по Канал 3.

### Славия
На 2 юни 2009 г. Велислав Вуцов потвърди пред медиите, че ще бъде новия треньор на Славия, заменяйки на поста Стевица Кузмановски. Преговорите между президента на „белите“ Венцислав Стефанов и Вуцов са започнали две седмици по-рано. Тогава е постигната и принципната договорка с Вили да поеме тима след края на сезон 2008/2009 година. На 5 юни 2009 г. Вуцов подписва с клуба договор за две години. Негови помощници са Асен Букарев, Деян Ангелов и Валентин Захариев (треньор на вратарите).
На 19 май 2010 г. Венцислав Стефанов потвърди, че Вуцов вече не е треньор на Славия. Причината е проваления сезон на отбора. „Белите“ се провалиха за сетен път в опита си да участват в Лига Европа, като на практика причината Вили Вуцов да бъде изгонен от „Овча купел“ е отстраняването на Славия от втородивизионния „Чавдар“ (Етрополе) в турнира за Купата на България след изпълнение на дузпи.
На 29 ноември 2012 г. Вуцов се завръща като треньор в отбора на ПФК Славия (София), заменяйки подалия оставка Мартин Кушев. Прави повторен дебют на 2 декември 2012 година, в първи мач за Купата на България срещу ПФК Ботев (Пловдив), завършил с победа с 3 – 0.

## Роднини
Бащата на Велислав Вуцов – Иван Вуцов е възпитаник на Янтра (Габрово). В Левски (София) играе от 1960 до 1968 г. Бил е треньор на Левски (София), Спартак (Варна), Славия (София), Локомотив (Пловдив), Хайдук (Сплит) и националния отбор на България. Умира на 18 януари 2019 г.
Майката на Велислав Нина Бенева е дългогодишен редактор и консултант на телевизионното състезание „Минута е много“.
Юристът Руслан Вуцов е по-голям брат на Велислав. Работи във „Форд Мото Пфое“, а също е посредник при осигуряването на екипировка „Пума“ на националния отбор. Пак през него „преминава“ и рекламният договор на „лъвовете“ с „Глобул“.
Юношата на „сините“ Христо Крачанов е втори братовчед на Велислав Вуцов. Баща му Велин Крачанов (Крачето), който е първи братовчед на Вили Вуцов, е дългогодишен треньор на деца и юноши в Левски (София).
Велислав и съпругата му Светлана имат трима синове – Иван Вуцов, Петър Вуцов и Светослав Вуцов.